# Васильев, Дмитрий Владимирович (футболист)
Дми́трий Влади́мирович Васи́льев (25 марта 1977, Ленинград) — российский футболист, полузащитник. За сборную России сыграл один матч.

## Карьера в клубах
Воспитанник ленинградского футбола, выпускник СДЮШОР «Смена».
С 19 лет начал играть в клубе «Локомотив» Санкт-Петербург, выступавшем в первом дивизионе. В августе 2000 года Васильев перешёл в другой клуб первого дивизиона — ярославский «Шинник», в составе которого в 2001 году, заняв первое место, завоевал путёвку в премьер-лигу.
8 марта 2002 года дебютировал в чемпионате России. В первом туре «Шинник» на своём поле принимал раменский «Сатурн» (1:3).
9 июля 2002 года в домашнем матче против «Анжи» Васильеву, выступавшему тогда на позиции защитника, удалось уникальное достижение — он стал первым защитником в истории российских чемпионатов, который сделал хет-трик. Три гола он забил всего за 7 минут (с 75-й по 82-ю), что до этого в России также не удавалось никому. Лишь Александр Маслов из «Ростсельмаша» в 1996 году забил «КАМАЗу» три мяча за 6 минут, однако в той встрече он сделал не хет-трик, а покер. «Шинник» в этом матче, первый тайм которого закончился при счёте 0:0, а в итоге на табло было 6:0, также установил пару рекордов: до ярославцев ни одному клубу не удавалось выиграть тайм с разницей в 6 мячей и забить за половину игры 6 голов.
Летом 2004 года в «Шиннике» появился новичок команды — Васильев, Дмитрий Вячеславович 1985 г. р., из-за чего старшего в прессе стали называть Дмитрий Васильев I, а младшего Дмитрий Васильев II.
В июле 2005 года стал игроком футбольного клуба «Рубин». Всего в премьер-лиге провёл 109 игр и 7 мячей.
В июле 2008 года Васильев, из-за травмы не сыгравший в чемпионате 2008 года за «Рубин» ни одного матча, покинул клуб по истечении срока действия контракта. В августе перешёл в «Шинник», но и там не провёл ни одного матча. В апреле 2009 завершил профессиональную карьеру из-за хронических травм и перешёл в футбольный клуб «Запад», выступающий в чемпионате Санкт-Петербурга.
Позже стал работать тренером в молодёжной академии «Зенита» и играть в любительских чемпионатах Санкт-Петербурга за команды «Портер», «Разлив», «Итан», «ВМедА им. С. М. Кирова».

## Карьера в сборной
20 августа 2003 года сыграл один матч в составе сборной России. Россияне уступили Израилю (1:2), Васильев провёл на поле 19 минут, после чего был заменён из-за рассечения брови.

## Семья
Женат, один ребёнок.

## Статистика выступлений

### Клубная
| Клуб             | Сезон            | Лига | Лига | Кубок | Кубок | Еврокубки | Еврокубки | Итого | Итого |
| Клуб             | Сезон            | Игры | Голы | Игры  | Голы  | Игры      | Голы      | Игры  | Голы  |
| ---------------- | ---------------- | ---- | ---- | ----- | ----- | --------- | --------- | ----- | ----- |
| Локомотив (С-Пб) | 1996             | 7    | 0    | 0     | 0     | —         | —         | 7     | 0     |
| Локомотив (С-Пб) | 1997             | 31   | 3    | 2     | 0     | —         | —         | 33    | 3     |
| Локомотив (С-Пб) | 1998             | 37   | 4    | 3     | 0     | —         | —         | 40    | 4     |
| Локомотив (С-Пб) | 1999             | 30   | 3    | 2     | 0     | —         | —         | 32    | 3     |
| Локомотив (С-Пб) | 2000             | 17   | 1    | 0     | 0     | —         | —         | 17    | 1     |
| Локомотив (С-Пб) | Итого            | 122  | 11   | 7     | 0     | —         | —         | 129   | 11    |
| Шинник           | 2000             | 15   | 1    | 1     | 0     | —         | —         | 16    | 1     |
| Шинник           | 2001             | 9    | 0    | 0     | 0     | —         | —         | 9     | 0     |
| Шинник           | 2002             | 26   | 3    | 1     | 1     | —         | —         | 27    | 4     |
| Шинник           | 2003             | 28   | 2    | 0     | 0     | —         | —         | 28    | 2     |
| Шинник           | 2004             | 10   | 0    | 0     | 0     | —         | —         | 10    | 0     |
| Шинник           | 2005             | 6    | 0    | 0     | 0     | —         | —         | 6     | 0     |
| Шинник           | Итого            | 94   | 6    | 2     | 1     | —         | —         | 96    | 7     |
| Рубин            | 2005             | 7    | 0    | 0     | 0     | —         | —         | 7     | 0     |
| Рубин            | 2006             | 16   | 2    | 1     | 0     | 3         | 0         | 20    | 2     |
| Рубин            | 2007             | 16   | 0    | 0     | 0     | 4         | 0         | 20    | 0     |
| Рубин            | 2008             | 0    | 0    | 0     | 0     | —         | —         | 0     | 0     |
| Рубин            | Итого            | 39   | 2    | 1     | 0     | 7         | 0         | 47    | 2     |
| Шинник           | 2008             | 0    | 0    | 0     | 0     | —         | —         | 0     | 0     |
| Шинник           | Итого            | 0    | 0    | 0     | 0     | —         | —         | 0     | 0     |
| Всего за карьеру | Всего за карьеру | 255  | 19   | 10    | 1     | 7         | 0         | 272   | 20    |

## Достижения

### Командные
«Шинник»
- Победитель в первом дивизионе России: 2001

### Личные
- Обладатель приза «За верность клубу»: 2003 (см. еженедельник «Футбол» № 52 ' 2003)